# Contea di Daying
La contea di Daying (大英县S, Dàyīng XiànP) è una contea della Cina, situata nella provincia di Sichuan e amministrata dalla prefettura di Suining.